# Simone Boccanegra

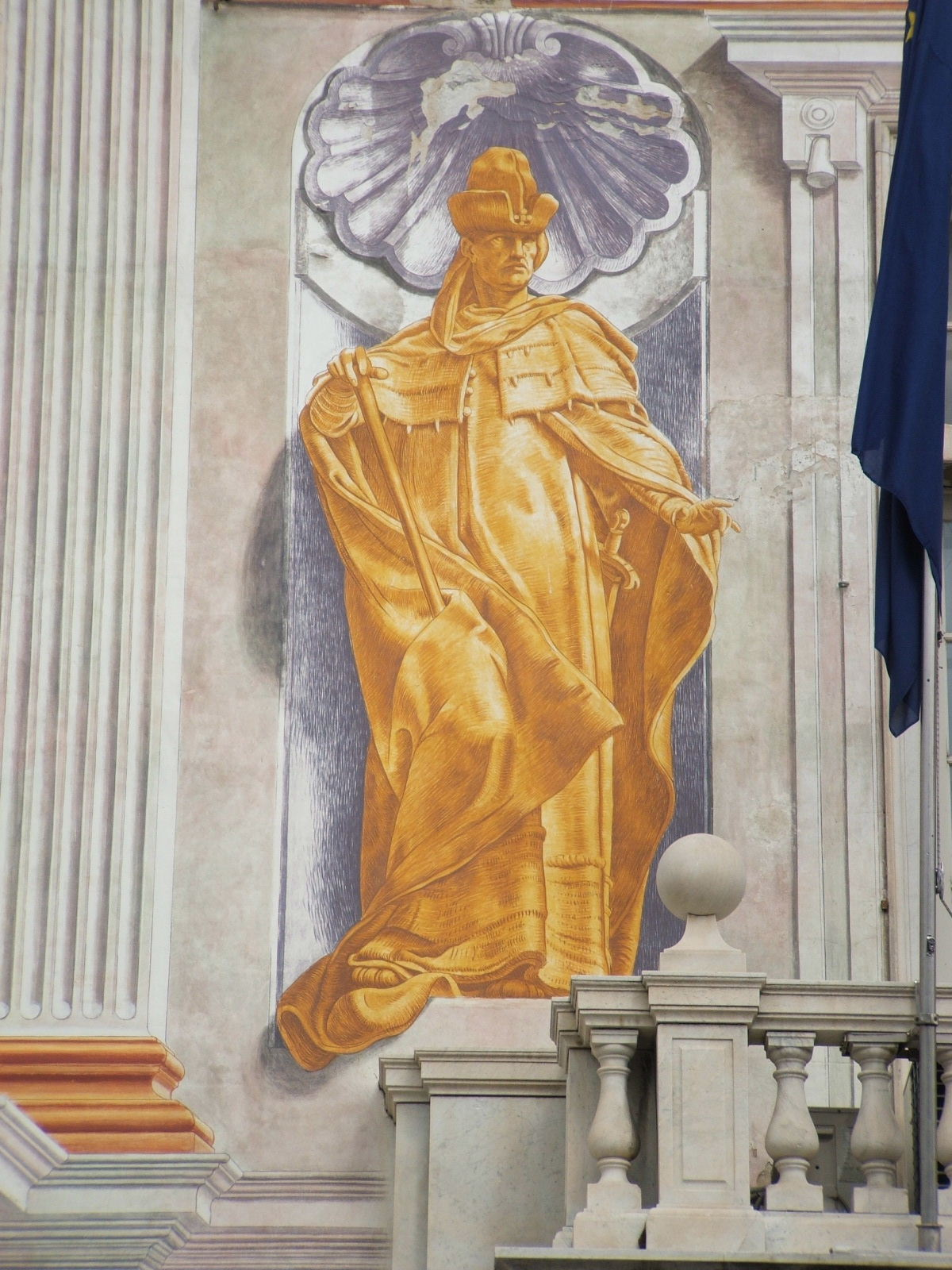
Mögliche Darstellung des Simone Boccanegra im Palazzo San Giorgio (Genua)

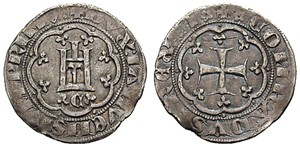
Ein denaro grosso (Groschen) aus der Zeit des Simone Boccanegra

Simone Boccanegra (* vor 1339; † 1363) war der erste Doge von Genua. Seine Lebensgeschichte wird in der Oper Simon Boccanegra von Giuseppe Verdi behandelt.

## Leben
Boccanegra wurde 1339 als Ghibelline zum Dogen von Genua gewählt. Er erweiterte das Staatsgebiet der Republik Genua an der Riviera entlang und schickte Galeeren nach Spanien, um Alfons XI. in seinem Kampf gegen die Sarazenen beizustehen.
Zahlreiche Attentate wurden auf ihn verübt, der erste Verschwörer wurde schon im ersten Jahr seiner Regierung am 20. Dezember 1339 hingerichtet. Boccanegra war stets von einer 103 Mann starken berittenen Leibwächtergarde umgeben, da er ständig um sein Leben fürchten musste.
Am 23. Dezember 1345 wurde er auf einer von ihm selbst einberufenen Volksversammlung gezwungen, die Regierungsgeschäfte aufzugeben. Giovanni Valente fungierte danach elf Jahre lang als oberster Magistrat, bis Boccanegra 1356 wieder an die Macht gelangte. Er wurde 1363 tödlich vergiftet.
Boccanegras Grab in der Kirche San Francesco zu Castelletto wurde mit einer Skulptur bedeckt, die ihn aufgebahrt darstellt. Auf dieser sind seine Gesichtszüge sehr detailliert ausgearbeitet. Die Skulptur befindet sich heute im Museo di Sant’Agostino in Genua.